# Krista Errickson
Krista Anne Errickson (Abington, 8 maggio 1964) è un'attrice, giornalista e produttrice televisiva statunitense.
Il suo ruolo più famoso è stato quello di Diane Alder in Hello, Larry.

## Carriera
Krista Errickson è nata ad Abington, Pennsylvania. È la nipote dello scenografo di Broadway Jo Mielziner. Ha iniziato a recitare nel 1979 sostituitendo Donna Wilkes nel ruolo di Diane Alder nella seconda stagione della serie TV Hello, Larry. La Errickson ha continuato a recitare fino al 1994, apparendo in film e programmi televisivi come Saranno famosi, Mr. Belvedere, 21 Jump Street e Beverly Hills, 90210.
La sua carriera giornalistica è iniziata sul primo canale della RAI a Roma, prima di passare a RAI International e RAISAT. Si occupa principalmente di attualità e politica internazionale, con particolare attenzione agli eventi del Medio Oriente.
È stata la prima giornalista di sesso femminile a intervistare lo sceicco Nasrallah.
Nel 2007 si è unita a una squadra inviata in Pakistan e in Afghanistan, negoziando con successo la liberazione di un giornalista italiano rapito dai talebani. Un episodio analogo si è verificato nel 2008, quando ha aiutato con successo un prigioniero politico a lasciare l'Iran e tornare negli Stati Uniti.